# Calamoncosis duinensis
Calamoncosis duinensis är en tvåvingeart som först beskrevs av Gabriel Strobl 1909.  Calamoncosis duinensis ingår i släktet Calamoncosis och familjen fritflugor. Arten är reproducerande i Sverige. Inga underarter finns listade i Catalogue of Life.